# Cinque Nazioni 1974
Il Cinque Nazioni 1974 (in inglese 1974 Five Nations Championship; in francese Tournoi des Cinq Nations 1974; in gallese Pencampwriaeth y Pum Gwlad 1974) fu la 45ª edizione del torneo annuale di rugby a 15 tra le squadre nazionali di Francia, Galles, Inghilterra, Irlanda e Scozia, nonché l'80ª in assoluto considerando anche le edizioni dell'Home Nations Championship.
Si tenne dal 19 gennaio al 16 marzo 1974 a girone unico e, per la prima volta, gli incontri si svolsero a due a due nello stesso fine settimana, così razionalizzando il calendario e garantendo un turno cadenzato di riposo alla squadra non coinvolta; il calendario fu anche studiato per riproporre a intervalli ciclici la stessa partita nella stessa giornata ogni cinque anni, e in tale ciclo disputare lo stesso incontro ogni volta in una giornata diversa.
Il torneo fu appannaggio dell'Irlanda, al suo 15º titolo; riposando nell'ultimo turno di torneo, fu decisiva la partita tra Inghilterra e Galles a Twickenham, in cui i padroni di casa vinsero 16-12 e negarono ai Dragoni la possibilità di passare in testa; rimase famosa una meta del gallese J.J. Williams annullata dall'arbitro irlandese John West per sospetta uscita dal campo prima della realizzazione.
Pochi giorni più tardi West ricevette un pacco regalo anonimo proveniente dal Galles, che conteneva un bastone da cieco con chiaro riferimento alla meta annullata e, secondo i tifosi gallesi, autoevidente; sull'episodio il cantante gallese Max Boyce scrisse un testo che parlava di «arbitri irlandesi ciechi».
Il valore delle marcature, come stabilito dall’IRFB nel 1971, era: 4 punti per ciascuna meta (6 se trasformata), 3 punti per la realizzazione di ciascun calcio piazzato, mark o drop.

## Nazionali partecipanti e sedi
| Squadra     | Città     | Impianto interno   |
| ----------- | --------- | ------------------ |
| Francia     | Parigi    | Parco dei Principi |
| Galles      | Cardiff   | National Stadium   |
| Inghilterra | Londra    | Twickenham         |
| Irlanda     | Dublino   | Lansdowne Road     |
| Scozia      | Edimburgo | Murrayfield        |

## Risultati

### 1ª giornata
| Arbitro: | Alan Hosie |

|            |      |           |
| Boffelli   | mt   |           |
| Aguirre    | tr   |           |
| J.L. Bérot | c.p. | Ensor (2) |

| Arbitro: | Johnny Johnson |

|         |    |  |
| Cobner  | mt |  |
| Bennett | tr |  |

### 2ª giornata
| Arbitro: | Ken Pattinson |

|           |      |               |
|           | mt   | J.J. Williams |
|           | tr   | Bennett       |
| Ensor (3) | c.p. | Bennett       |

| Arbitro: | Jacques Saint-Guilhem |

|                  |      |              |
| A. Irvine Lauder | mt   | Cotton Neary |
| A. Irvine        | tr   |              |
| A. Irvine (2)    | c.p. | Old          |
|                  | drop | Rossborough  |

### 3ª giornata
| Arbitro: | Norman Sanson |

|               |      |           |
| J.J. Williams | mt   | Lux       |
| Bennett (3)   | c.p. | Romeu (3) |
| G. Edwards    | drop | Romeu     |

| Arbitro: | Meirion Joseph |

|         |      |                          |
| Squires | mt   | Gibson (2) Moloney Moore |
| Old     | tr   | Gibson (2)               |
| Old (5) | c.p. | Ensor                    |
|         | drop | Quinn                    |

### 4ª giornata
| Arbitro: | Jeff Kelleher |

|       |      |         |
| Romeu | mt   | Duckham |
| Romeu | tr   | Old     |
| Romeu | c.p. | Old     |

| Arbitro: | Francis Palmade |

|          |      |               |
| Milliken | mt   |               |
| Gibson   | tr   |               |
| McKinney | c.p. | A. Irvine (2) |

### 5ª giornata
| Arbitro: | John West |

|                |      |             |
| Duckham Ripley | mt   | G. Davies   |
| Old            | tr   | Bennett     |
| Old (2)        | c.p. | Bennett (2) |

| Arbitro: | Ken Clark |

|                      |      |       |
| Dick McHarg          | mt   |       |
| A. Irvine (2)        | tr   |       |
| Irvine (2) D. Morgan | c.p. | Romeu |
|                      | drop | Romeu |

## Classifica
| Pos | Squadra     | G | V | N | P | PF | PS | DP  | Pt |
| --- | ----------- | - | - | - | - | -- | -- | --- | -- |
| 1   | Irlanda     | 4 | 2 | 1 | 1 | 50 | 45 | +5  | 5  |
| 2   | Scozia      | 4 | 2 | 0 | 2 | 41 | 35 | +6  | 4  |
| 3   | Galles      | 4 | 1 | 2 | 1 | 43 | 41 | +2  | 4  |
| 4   | Francia     | 4 | 1 | 2 | 1 | 43 | 53 | −10 | 4  |
| 5   | Inghilterra | 4 | 1 | 1 | 2 | 63 | 66 | −3  | 3  |